# Галянин, Сергей Александрович
Сергей Александрович Галянин (род. 18 сентября 1977, Свердловская область, Красноуфимский район, СССР) — российский военный деятель, инженер-механик, подполковник, политик и специалист в области управления, бывший глава района Фили-Давыдково города Москвы (2014—2020 гг.), бывший глава района Крылатское (с 2020 г.).

## Биография
Родился 18 сентября 1977 года в Красноуфимском районе Свердловской области. В 1994 году был призван в армию, после окончания срочной службы в 1996 году остался в рядах ВС РФ и служил вплоть до 2010 года. В 1999 году окончил Тюменское высшее военно-инженерное командное училище имени маршала инженерных войск А. И. Прошлякова, а в 2010 году — Общевойсковую академию ВС РФ. 
В 2010 году вошёл в политику — устроился на работу в Управу района Фили-Давыдково города Москвы. С 2010 по 2014 год занимал должности: Главного специалиста службы, консультанта службы, начальника организационного отдела, руководителя аппарата, заместителя и первого заместителя главы управы Алексея Шестопалова. Алексей Шестопалов, перед уходом на другую работу назначил Сергея Александровича преемником на должность главы района. В 2014 году Сергей Галянин официально вступил в должность Главы района Фили-Давыдково города Москвы и проработал вплоть до 2020 года. В 2020 году он официально вступил в должность Главы района Крылатское.
Уволен с должности главы управы Крылатское в сентябре 2022 года, запомнился жителям тушением пожаров в Рязанской области, в районе Крылатское качественных изменений не сделал.
19 января 2023 года назначен руководителем аппарата Совета депутатов муниципального округа Проспект Вернадского.
Женат, имеет сына.

## Награды и премии
- Орден Мужества.
- Медаль «За воинскую доблесть».
- Медаль «За усердие при выполнении задач инженерного обеспечения».
- Медаль «За отличие в военной службе».
- Нагрудный знак «За разминирование».